# Mungos gambianus
Mungos gambianus (Мунго гамбійський) — рід ссавців, представник ряду хижих із родини мангустових.

## Поширення
Ендемік Західної Африки. Живе в таких країнах: Кот-д'Івуар, Гамбія, Гана, Гвінея, Гвінея-Бісау, Нігерія, Сенегал, Сьєрра-Леоне, Того. Вид пов'язаний із щільним прибережним лісом, гвінейською лісистою місцевістю та сухою частиною щільного болотистого лісу.

## Загрози та охорона
Серйозних загроз для виду немає, хоча іноді здійснюється продаж м'яса диких тварин. Присутній у кількох охоронних районах.